# 米切爾縣 (北卡羅萊納州)
米切爾縣（英語：Mitchell County）是美國北卡羅萊納州西部的一個縣，北鄰田納西州。面積575平方公里。根據美國2000年人口普查估計，共有人口15,687人。縣治貝克斯維爾 (Bakersville)。
成立於1861年2月16日。縣名紀念北卡羅萊納大學教授以利沙·米切爾。本縣是該州四個禁酒的縣之一。